# 久野智昭
久野 智昭（くの ともあき、1973年9月25日 - ）は、静岡県静岡市駿河区出身の元サッカー選手。静岡市立高等学校、東京農業大学卒業。ポジションはミッドフィールダー。最終所属はJリーグの川崎フロンターレ。ボランチ、左サイド、右サイドと中盤ならどこでもこなすユーティリティープレイヤーで、ディフェンダーも務めたこともある。

## 来歴
1996年、富士通に入社。1997年、ジャパンフットボールリーグ（旧JFL）所属の富士通川崎フットボールクラブのプロ化に伴い川崎フロンターレの選手となるが、伊藤彰、高田栄二らとともに富士通にも所属する「社員選手」として活躍した。
チームが日本プロサッカーリーグ2部(J2)所属となった1999年には左サイドに定着し、芸術的なフリーキックで幾度となくチームを窮地から救ってMVP級の活躍を見せ、チーム初のJ1昇格に貢献。2000年にプロ契約を結び、大量の新加入選手が加わったチームで数少ない「生え抜き」のレギュラー選手となったが、チームは年間最下位に終わって1年でのJ2降格となった。2001年以降のJ2でも大学の先輩である石崎信弘監督に信頼され、チームの中核選手として活躍したが、長くレギュラーを守っていた左サイドは外国人選手が占め、ボランチでも相馬直樹（相馬とは左サイドでも競合）や中村憲剛などの加入で厳しい競争にさらされるようになった。
かつては少なかったケガも徐々に増え、チームがJ1に復帰した2005年シーズンの終了前に現役引退を発表。川崎のホームスタジアム、等々力陸上競技場で行われた12月3日のJ1最終戦終了後には同時に現役を引退する相馬とブラジルへの帰国が発表されたアウグスト・ペドロ・デ・ソウザと3人そろっての引退・退団セレモニーが行われ、多くの川崎サポーターから歓声を浴びた。
2006年、久野は川崎の強化部スカウト担当に就任した。また、tvk（テレビ神奈川）が放映する川崎の応援番組『ファイト!川崎フロンターレ』へのレギュラー出演、川崎市のコミュニティFM局であるかわさきFMが放送する川崎戦の解説（不定期）も行うようになった。
2013年シーズンより川崎フロンターレトップチームのコーチに就任した。

## エピソード
- 「ベティ」の愛称でサポーターから親しまれた。愛称の由来には諸説あるが、テレビ番組で自ら「ベビーフェイスのため中学生のころにベビーと呼ばれていたのが、その後ベティになった」と説明している。『ファイト!フロンターレ』で久野が次節の見所を紹介するコーナー名も「ここを見るベティ」となっている。
- 現役引退セレモニーを行った試合では、久野はベンチ入りしたが、試合には出場しなかった。この試合は2005年J1最終節で、ガンバ大阪が川崎を下してJ1の初優勝を決めた試合だった。G大阪の優勝セレモニーなどで久野達の引退セレモニーは遅れ、日没後の開催になったが、等々力にはG大阪サポーターの一部も残り、退団する3人をねぎらった。
- 熱心な読売ジャイアンツファン、特に桑田真澄のファンで、ファンクラブの会報などでもしばしば自己紹介で述べている。

## 所属クラブ
- 中田サッカースポーツ少年団
- 静岡市立大里中学校
- 静岡市立高等学校
- 東京農業大学
- 1996年 - 2005年 富士通川崎/川崎フロンターレ

## 個人成績
| 国内大会個人成績 | 国内大会個人成績 | 国内大会個人成績 | 国内大会個人成績 | 国内大会個人成績 | 国内大会個人成績 | 国内大会個人成績 | 国内大会個人成績 | 国内大会個人成績 | 国内大会個人成績 | 国内大会個人成績 | 国内大会個人成績 |
| 年度             | クラブ           | 背番号           | リーグ           | リーグ戦         | リーグ戦         | リーグ杯         | リーグ杯         | オープン杯       | オープン杯       | 期間通算         | 期間通算         |
| 年度             | クラブ           | 背番号           | リーグ           | 出場             | 得点             | 出場             | 得点             | 出場             | 得点             | 出場             | 得点             |
| 日本             | 日本             | 日本             | 日本             | リーグ戦         | リーグ戦         | リーグ杯         | リーグ杯         | 天皇杯           | 天皇杯           | 期間通算         | 期間通算         |
| ---------------- | ---------------- | ---------------- | ---------------- | ---------------- | ---------------- | ---------------- | ---------------- | ---------------- | ---------------- | ---------------- | ---------------- |
| 1996             | 富士通川崎       | 28               | 旧JFL            | 7                | 0                | -                | -                | 4                | 0                | 11               | 0                |
| 1997             | 川崎             | 23               | 旧JFL            | 3                | 0                | -                | -                | 0                | 0                | 3                | 0                |
| 1998             | 川崎             | 23               | 旧JFL            | 28               | 3                | 4                | 0                | 3                | 0                | 35               | 3                |
| 1999             | 川崎             | 23               | J2               | 35               | 8                | 2                | 0                | 4                | 0                | 41               | 8                |
| 2000             | 川崎             | 23               | J1               | 28               | 1                | 8                | 1                | 1                | 0                | 37               | 2                |
| 2001             | 川崎             | 23               | J2               | 42               | 1                | 4                | 0                | 5                | 2                | 51               | 3                |
| 2002             | 川崎             | 8                | J2               | 24               | 1                | -                | -                | 0                | 0                | 24               | 1                |
| 2003             | 川崎             | 8                | J2               | 16               | 0                | -                | -                | 0                | 0                | 16               | 0                |
| 2004             | 川崎             | 8                | J2               | 32               | 1                | -                | -                | 3                | 1                | 35               | 2                |
| 2005             | 川崎             | 8                | J1               | 17               | 0                | 2                | 0                | 1                | 0                | 20               | 0                |
| 通算             | 日本             | 日本             | J1               | 45               | 1                | 10               | 1                | 2                | 0                | 57               | 1                |
| 通算             | 日本             | 日本             | J2               | 149              | 11               | 6                | 0                | 12               | 1                | 167              | 12               |
| 通算             | 日本             | 日本             | 旧JFL            | 38               | 3                | 4                | 0                | 7                | 0                | 49               | 3                |
| 総通算           | 総通算           | 総通算           | 総通算           | 232              | 15               | 20               | 1                | 21               | 1                | 273              | 17               |

その他の公式戦
- 1998年
  - J1参入決定戦 1試合0得点
- Jリーグ(J1)初出場：2000年3月11日 対アビスパ福岡戦 (東平尾公園博多の森球技場)
- Jリーグ(J1)初得点：2000年11月11日 対セレッソ大阪戦 (等々力陸上競技場)
- Jリーグ(J2)初出場：1999年3月14日 対アルビレックス新潟戦 (等々力陸上競技場)
- Jリーグ(J2)初得点：1999年4月18日 対コンサドーレ札幌戦 (等々力陸上競技場)

## 指導歴
- 2006年 - 川崎フロンターレ
  - 2006年 - 2008年 スカウト兼育成・普及コーチ
  - 2009年 U-15 コーチ
  - 2010年 - 2011年 U-18 コーチ
  - 2012年 U-12 監督
  - 2013年 - 2019年 トップチーム コーチ
  - 2020年 - 2022年 U-18 コーチ
  - 2023年 - U-15生田 監督